# Kathedraal van Ely
De kathedraal van Ely (The Cathedral Church of the Holy and Undivided Trinity of Ely) is de hoofdkerk van het bisdom Ely, in Cambridgeshire, Engeland en is de zetel van de Anglicaanse bisschop van Ely. Plaatselijk is de kathedraal bekend als "the ship of the Fens" (het schip van de moerassen), vanwege zijn prominente vorm die uittorent boven het omliggende vlakke en waterrijke landschap.

## Geschiedenis
Het eerste christelijke gebouw dat op deze plaats stond werd gebouwd door Æthelthryth, (geromaniseerd als Etheldreda, in modern Engels bekend als de heilige waar de meisjesnaam Audrey van is afgeleid), een dochter van de Angelsaksische koning Anna van East Anglia, die in 630 in Exning (nabij Newmarket) geboren was. Zij verwierf het land van haar eerste echtgenoot, Tondberct, leider van de zuidelijke Gyrviërs (of 'moerasmensen'). Na haar tweede huwelijk met Ecgfrith, de latere koning van Northumbria, liet ze in 673 een klooster op deze plek bouwen. Toen zij stierf werd er een heiligdom gebouwd om haar te herdenken in de Saksische kerk op dezelfde plaats. Het klooster, en een groot deel van de stad van Ely, werd vernietigd ten tijde van de Deense invasies die in 869 of 870 begonnen.
Een nieuw klooster van de Benedictijnen werd op deze plaats geschonken door Æthelwold van Winchester, bisschop van Winchester in 970, tijdens een golf van kloosterstichtingen die ook Peterborough en Ramsey omvatten. In 1109 werd de kerk tot kathedraal verheven, nadat het nieuwe bisdom Ely gecreëerd werd door land af te nemen van het bisdom Lincoln.

## Het huidige gebouw
De bouw van de huidige kathedraal is onder koning Willem de Veroveraar in 1083 begonnen door abt Simeon (1082-1094, broer van Walkelin, de toenmalige bisschop van Winchester). De bouw werd voortgezet door de opvolger van Simeon, abt Richard (1100-1107). De Angelsaksische kerk werd afgebroken, maar sommige van zijn relieken, zoals de graven van zijn weldoeners, werden verplaatst naar de kathedraal. Het dwarsschip werd vroeg gebouwd, en kruist het schip onder de centrale toren. Het is het oudste nog bestaande deel van de kathedraal. De westelijke toren werd gebouwd tussen 1174 en 1197. De romaanse stijl van de westgevel laat zien dat deze in de 12de eeuw werd gebouwd, met de latere toevoeging van het Galilea-portaal (1198-1215). De westelijke toren is 66 meter hoog. De unieke achthoekige vieringtoren, bekend als The Octagon, werd geconstrueerd in de 13de eeuw en verving de ingestorte oude centrale toren. De vieringtoren bestaat uit een lichte, eikenhouten constructie, maar schept de illusie even massief als de rest van de kathedraal te zijn. De lantaarn is 23 meter breed en 52 meter hoog. Het centrale dakgewelf van de lantaarn bevindt zich 43 meter boven de vloer. Het licht stroomt binnen door vier grote vensters langs de diagonale zijden van de achthoek, en ook vanuit de lantaarn, waar de ribgewelven een fraai sterpatroon vormen.
De kathedraal is gebouwd van steen uitgehakt in Barnack (Northamptonshire) (gekocht van de abdij van Peterborough, die de steengroeven bezat en hiervoor 8000 palingen per jaar betaald kreeg), met decoraties in 'Purbeck-marmer' en lokale steen. Het gebouw is kruisvormig, met het altaar aan de oostkant. De totale lengte is 172,2 meter en met een schip van meer dan 75 meter is de kathedraal de langste kerk in Groot-Brittannië.
Aan de noordzijde, parallel aan het koor en met één hoek tegen het dwarsschip aan, bevindt zich de Lady Chapel, een kapel in decoratieve stijl, gebouwd in 1321-1349 door de monnik en architect Alan van Walsingham. Het was ook dankzij zijn plannen dat de achthoekige toren (1322-1328) gebouwd werd, nadat de oorspronkelijke vieringtoren in 1322 was ingestort. Daarbij was niemand gewond geraakt, maar was wel het koor vernietigd.

## Latere geschiedenis

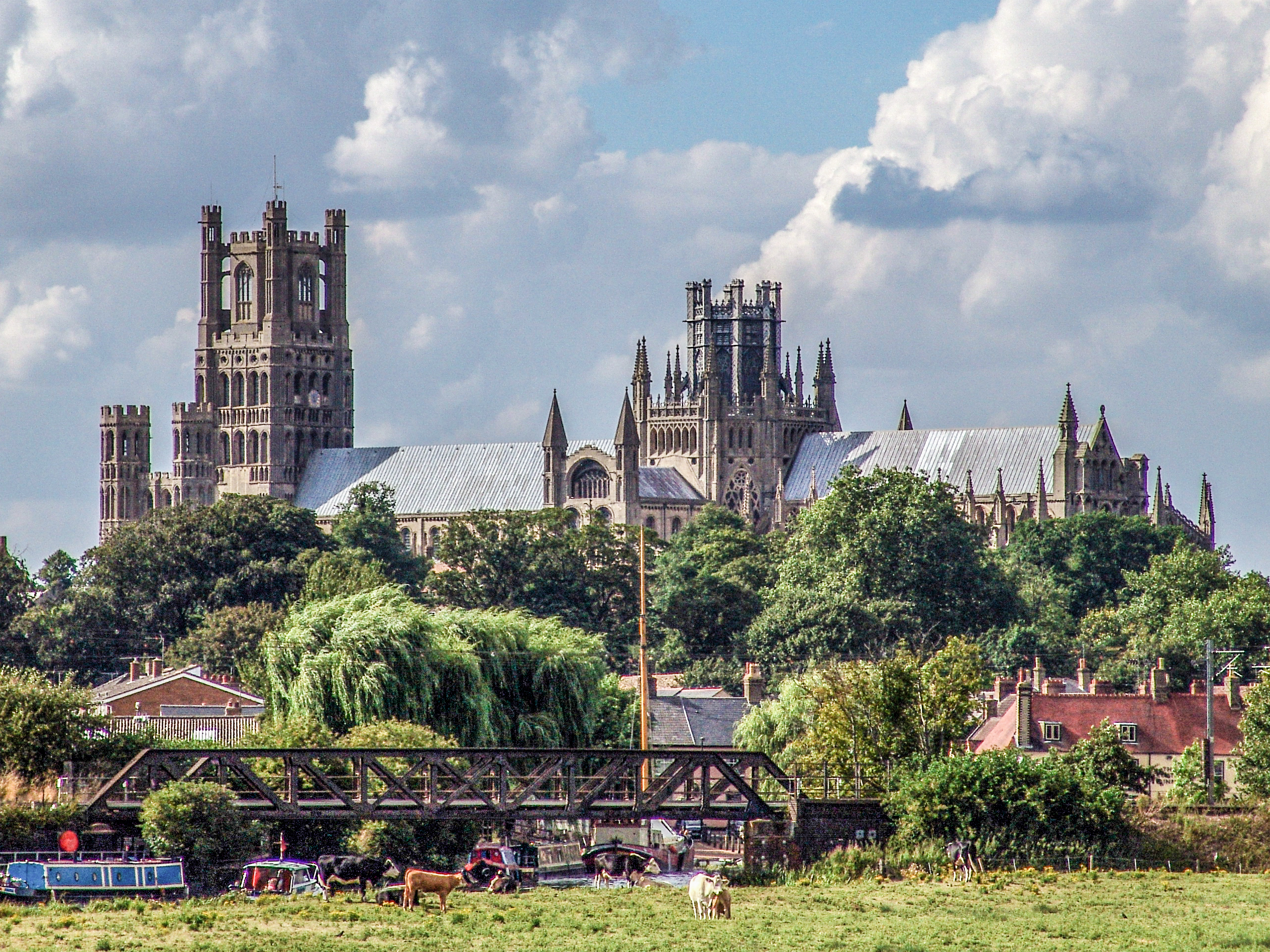

Tijdens de ontbinding van de kloosterorden door Hendrik VIII in 1539 leed de kathedraal maar weinig schade, maar de schrijn van St. Etheldreda werd vernietigd. De kathedraal werd spoedig hersteld, hoewel veel van de beelden in de Lady Chapel zwaar beschadigd waren. In het midden van de 17de eeuw was Matthew Wren de bisschop van Ely. Door hem kon zijn neef, de beroemde architect Christopher Wren, een schitterende gotische deur vervaardigen voor de noordzijde van de kathedraal.
Het gebouw heeft sindsdien verscheidene grote restauraties meegemaakt:
- In de 18de eeuw, onder leiding van James Essex.
- In 1839, met als architect George Gilbert Scott (de architect Basevi stierf door een val in de westelijke toren). Een geschilderd houten plafond werd aan het schip toegevoegd tijdens deze restauratie.
- Van 1986 tot 2000.

De kathedraal huisvest in het Stained Glass Museum ook een belangrijke verzameling van gebrandschilderd glas van de 13de eeuw tot heden, die ook werken bevat van eigentijdse kunstenaars als Ervin Bossanyi.
Het kerkorgel dateert uit 1931 en is gebouwd door Arthur Harrison, partner in de orgelbouwersfirma Harrison & Harrison in Durham. De orgelpijpen zijn ondergebracht in de 19e-eeuwse orgelkas die Sir George Gilbert Scott ontwierp toen hij de kathedraal restaureerde. Het instrument, dat aan de zijmuur van het koor hangt, onderging restauraties in 1975 en 2001.
Het gebouw wordt actief gebruikt als godshuis voor de Anglicaanse eredienst.

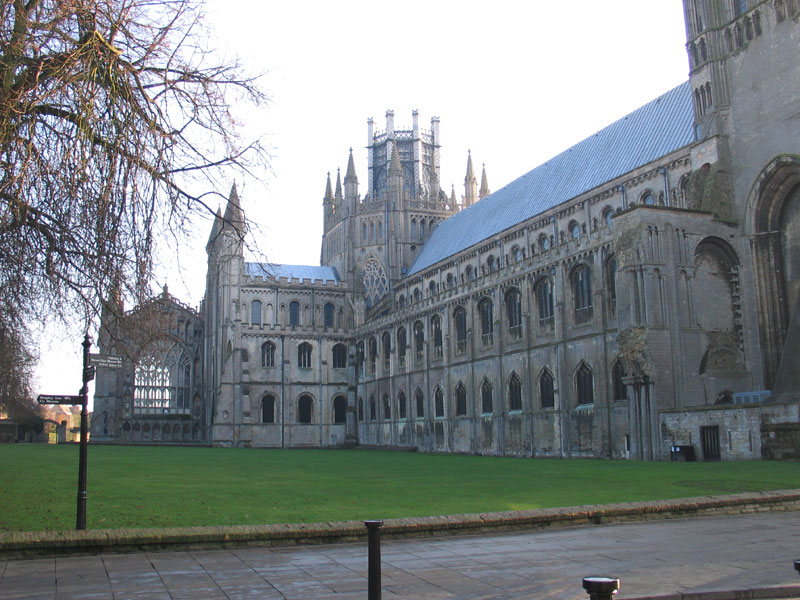
Kathedraal van Ely (complex)
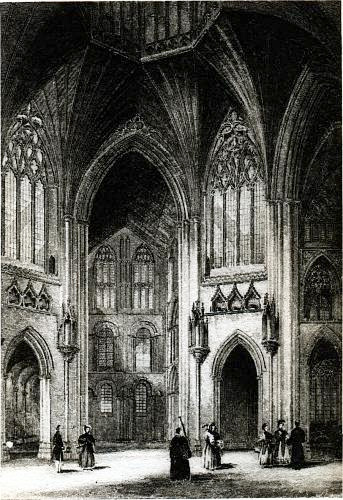
Kathedraal van Ely (ets)
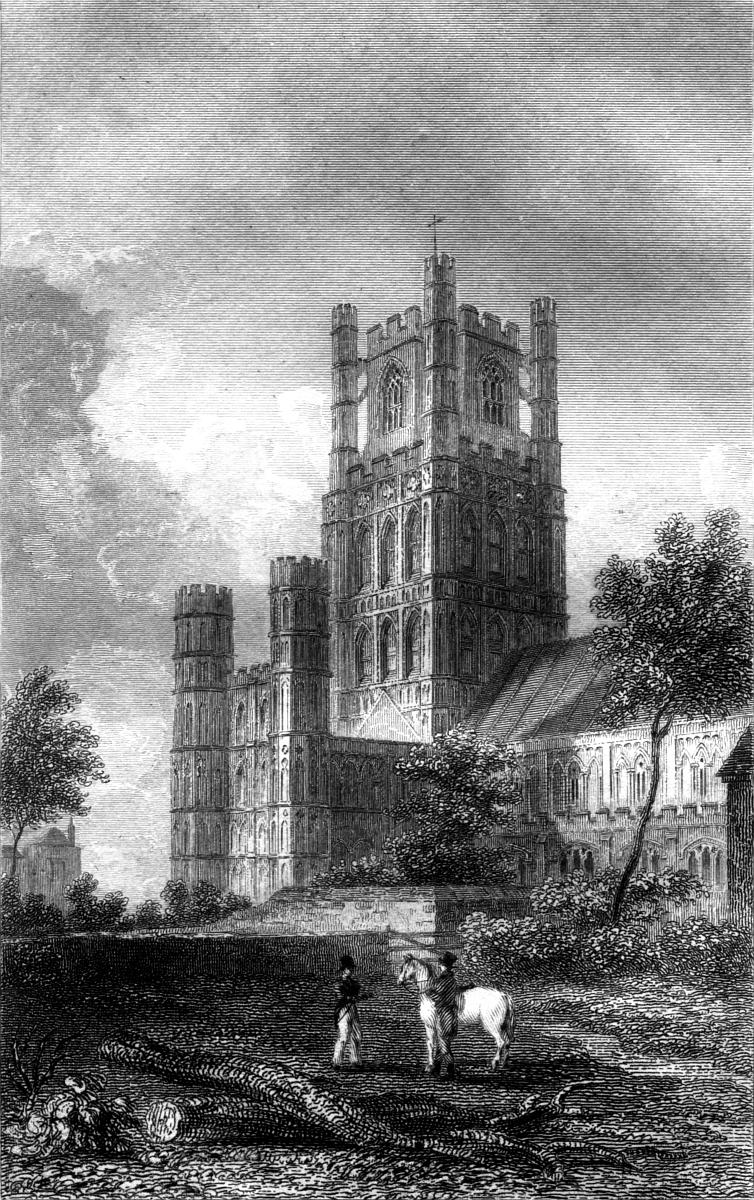
Kathedraal van Ely in 1830 (ets)
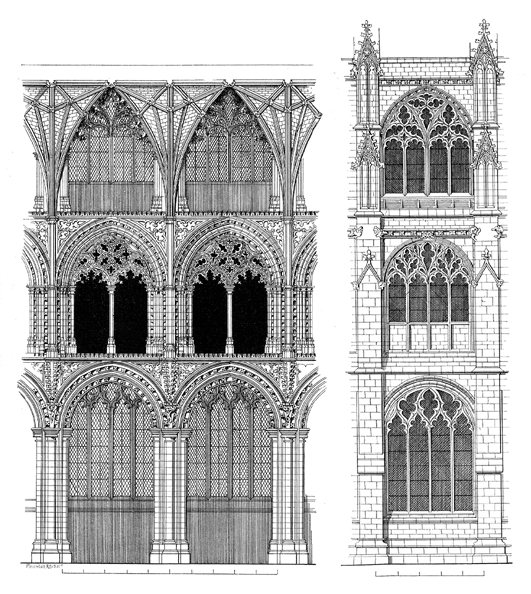
Kathedraal van Ely (binnen- en buitenzijde)
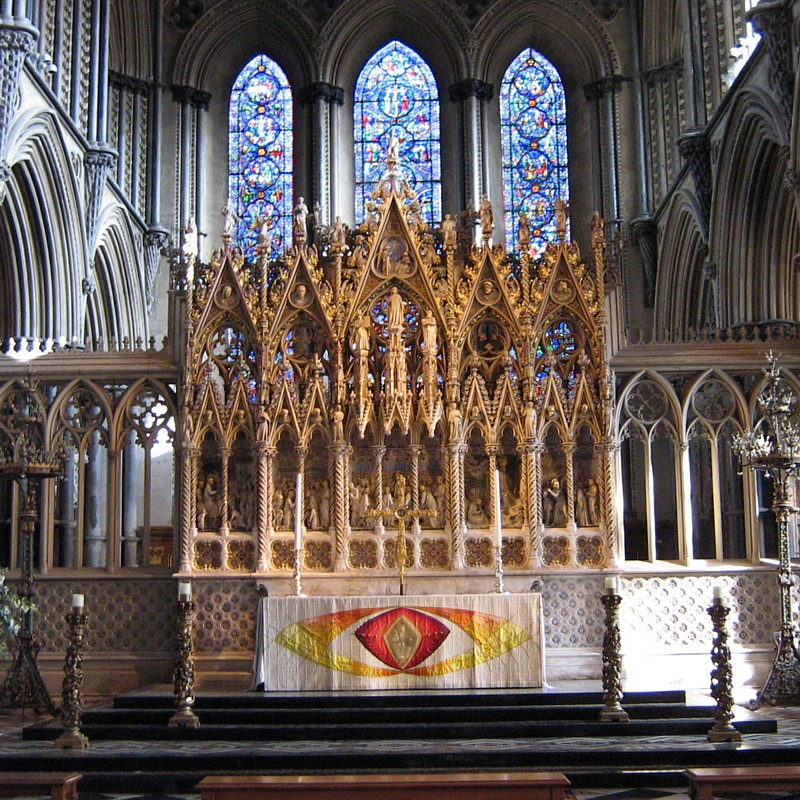
Hoogaltaar in de kathedraal van Ely
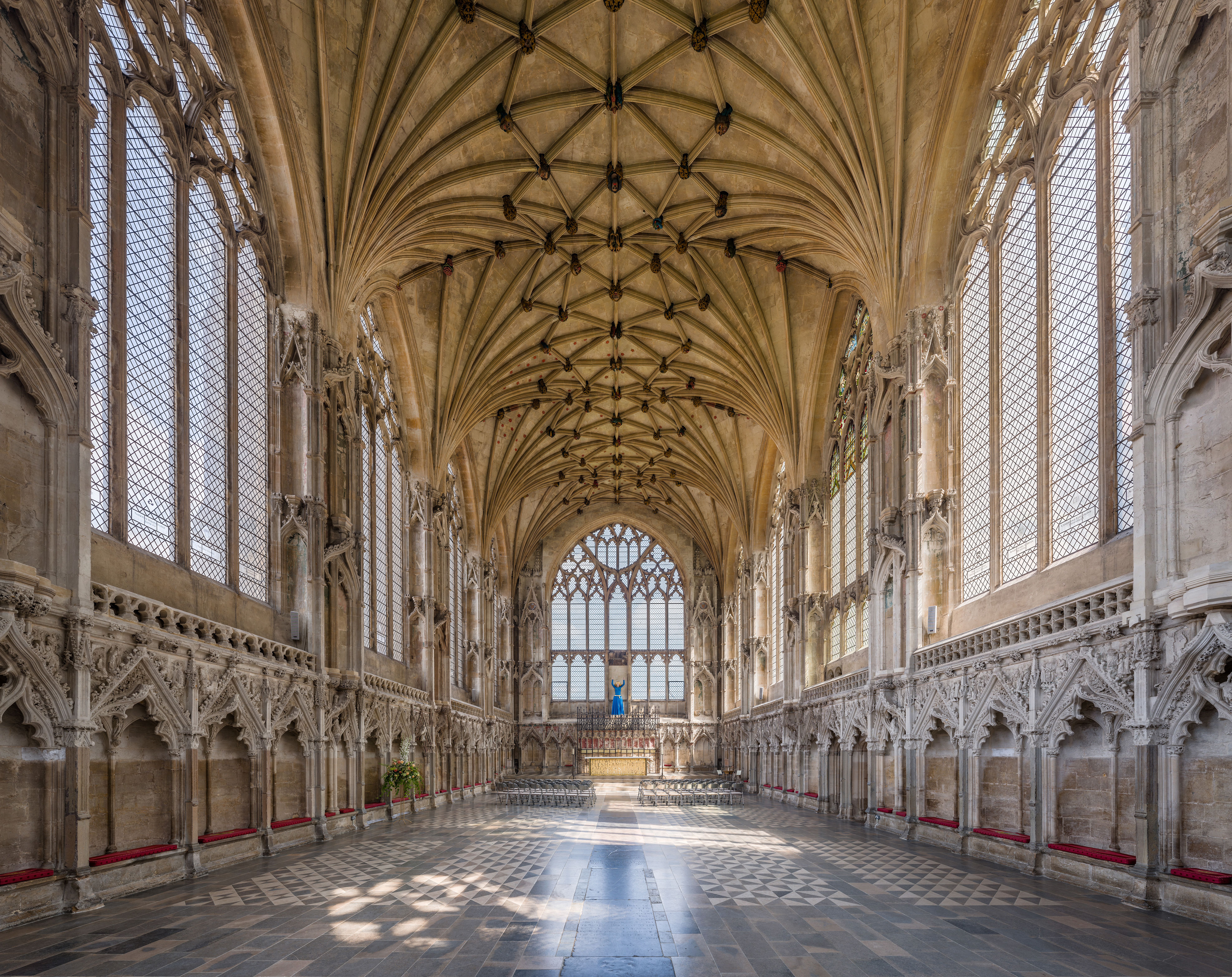
Lady Chapel
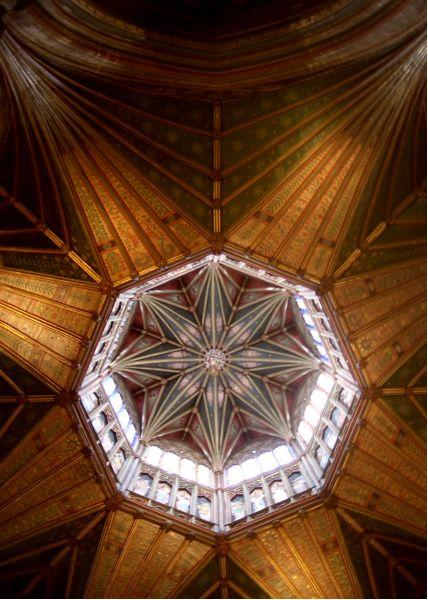
Kathedraal van Ely (achthoek)
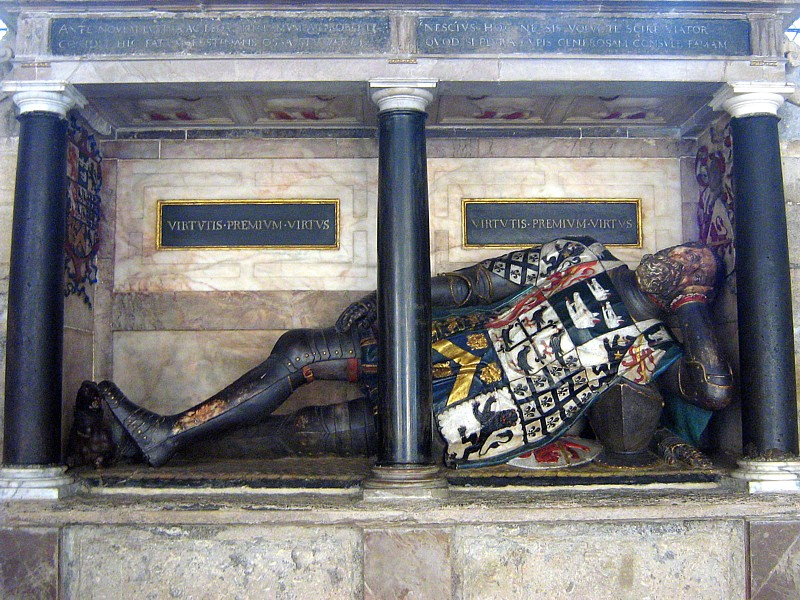
Graftombe in de kathedraal van Ely
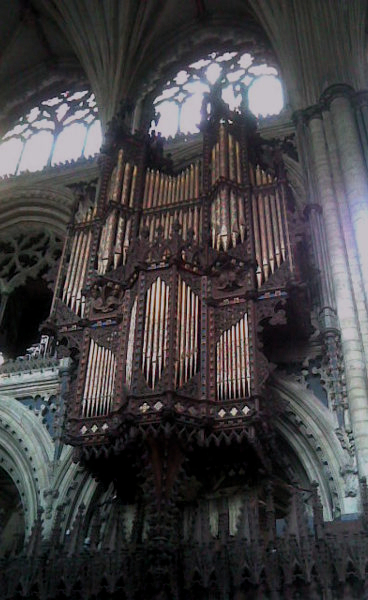
Het orgel